# Vierakker (havezate)
De havezate Vierakker of Mengerink stond in het Nederlandse dorp Vierakker, provincie Gelderland.

## Geschiedenis
De Vierakker is ontstaan uit een samenvoeging van de goederen Meyerink en Hovenink. Deze waren oorspronkelijk van het Sticht Utrecht maar werden later Overijsselse leengoederen. Rond 1382 waren ze in eigendom van Rolof van Vieracker. In 1394 werden beide goederen vermeld in een leenakte; het kasteel zal vóór die datum zijn gesticht.
In 1546 werd Mechteld van Vieracker met het goed beleend. Zij trouwde in 1552 met Derck van Dorth, eigenaar van Blankena. Ze liet in 1602 het huis Vierakker na aan hun zoon Gijsbert. In 1617 werd diens zoon Derck met de Vierakker beleend en hij zou tot zijn overlijden in 1658 de eigenaar blijven. Na zijn dood werden de diverse goederen van Derck verdeeld, waarbij de Vierakker bij zijn moeder en zussen terecht kwam. Zij besloten om het in 1663 te verkopen aan burgemeester Joan Ruyter en zijn vrouw Susanne van Rhemen. Nadat Joan was overleden werd zijn tweede echtgenote Stephana van der Hell in 1678 met het huis beleend. Het werd toen in de leenakte omschreven als de havezate Mengerinck ‘nu Vieracker genoemt’. Stephana liet in 1717 de Vierakker na aan haar broer Casijn van der Hell.
Na enkele wisselingen van eigenaar kwam de Vierakker in 1770 terecht bij Jan Carel baron van Eck. Waarschijnlijk was hij degene die een formele tuin liet aanleggen rondom het huis, met een moestuin en een boomgaard. Hij verkocht het huis echter weer, waarna het van 1784 tot 1789 in bezit was van Hendrik Peter Möller. Na diens overlijden werd het huis aangekocht door Willem Cornelis Boers, die het wilde overdoen aan zijn stiefzoon A.C.W. Staring, maar dat plan ging niet door en de Vierakker werd weer verkocht.
In 1800 kwam de havezate in handen van Carl Albrecht Wilhelm von Auer, die de strakke tuinaanleg omvormde tot een landschappelijk park. Geldgebrek dwong hen om het goed in 1819 weer te verkopen.
Met de aankoop in 1866 door landbouwer Evert Jan Heuvelink, zou er een einde komen aan het oude huis Vierakker. Hij liet in 1870 het huis afbreken en bouwde het koetshuis om tot boerderij. De laatste restanten van de grachten verdwenen rond 1920.

## Beschrijving
Het huis dat in 1870 werd afgebroken, bestond uit twee bouwlagen op een hoog souterrain. Een bordes gaf toegang tot het gebouw. Het huis had een 18e-eeuwse uitstraling.
Hoe het middeleeuwse huis er uit heeft gezien, is onbekend.
Aalst · Aardenburg · Acquoy · Aerdt · Agistaldaburg · Ahof · Aldenhaag · Aller · Ambe · Ammersoyen · Ampsen · Andelst · Angeroyen · Appelburg · Appelse walburg · Appeltern · Arler · Baak · Babberich · Baer · Baerle · Bakerbosch · Balgoij · Barlham · Batenburg · Beek · Beerenclaauw · Bemmel · Bevervoorde · Bergh · Biljoen · Bingerden · Blankenborg (Laren) · Blankenborg · Blauwe Huis · Blokhuis (Ravenswaaij) · Boelenham · Boetselaersborg · Borculo · Boswaai · Brakel · Den Brakel · Den Bramel · Bredevoort · Broekhuizen · Bronkhorst · Bruchem · Bruinhorst · Brunsberg · Bulkestein · Bunswaard · Burcht van Tiel · Buren · De Buurse · Byland · Byvanck · Caetshage · Camphuysen · De Cannenburch · de Cloese · Coldenhove · Culemborg · Dedinckweerd · Delwijnen · Didam · Diepenbroek · Hof te Dieren · Huis Dijck · Dikke Tinne · Doddendaal · Dodewaard · Doornenburg · Doornik · Doorwerth · Dooyenburg · Dorth · Doseburg · Drakenburg · Dreumel · Druten · Duivelshuis · Eerbeek · De Ehze · Elburg · Eldrik · Emmerik · Engelenburg · Groot Engelenburg · Engelrode · Enghuizen · Enspijk · De Essenburgh · Essenpas · Est · Fokkinck · Gameren · Geerestein · Geldermalsen · De Gelderse Toren · Geldersweerd · Gellicum · Gendt · Gennepestein · Glindhorst · Goudenstein · ‘s-Grevenhoef · Groot Hell · Groenlo · Groesbeek · Huis te Groesbeek · Grunsfoort · Gulden Spijker · Hackfort · Hackforts Veenhuis · Hagen · Hagevoort · Hamerden · Hanepol · Harreveld · Harslo · Hassink · Het Haveke · Hedel · Heeckeren · De Heegh · Hees · De Heest · Hellouw · Hemmen · Hernen · Motte van Hernen · Heumen · Heusden · Hoekelum · Hoekenburg · De Hoeve · De Hof · Hof d'Ooy · Hof van Arkel · Huis het Holt · Holthuis · Het Holtslag · Ter Horst · Houberg · St. Hubertus · Huissen · Hulhuizen · Hulkestein · Hulsen · Hunneschans bij De Duno · Hunneschans bij Uddel · Jonker Bloo · 't Joppe · De Kamp · Karssenberg · Kemnade · Keppel · Kermestein · Kernhem · Kervel · Kiefskamp · De Kinkelenburg · Klein Enghuizen · Kleverburg · Kortenhoeve · Laag Helbergen · Lakenburg · Landfort · Langen · Latenstein · De Lathmer · Lathum · Ter Lede · Leegpoel · Leemcuyl · Leeuwen · Leeuwenbergh · Lensenburg · Lent · Leur · Leuvenum · Leyenburg · Lichtenvoorde · Lievenstein · Loenen · Loevestein · Loil · Loowaard · Luynhorst · Hof te Maasbommel · Magerhorst · Malburgen · Malderburcht · Malsen · Manhorst · Marhulsen · De Marsch · Marveld · Mathena · Maurik · Medel · Medestein · 't Medler · Meinerswijk · De Mellard · Mensink · Mergelp · Meteren · 't Meyerink · Middachten · Millingen · Mussenberg · Nagelhorst · Nederhagen · Nederhemert · Neerijnen · Huis Neerijnen · De Nesch · Nettelhorst · Nieuwe Blokhuis ·  Nijburg · Nijenbeek · Old Putten · Notenstein · Nye Huis · Olde Spijker · Oldenaller · Oldenhof (Driel) · Oldenhof (Heteren) · De Ooij · Oolde · Oud Oolde · Oosterhout · Ophemert · Opijnen · Oud Ampsen · Oude Blokhuis · Het Oude Loo · Oude Voorst · Oudenborch · Oud-Wisch · Huis te Overasselt · Overeng · Overhagen · Overlaar · 't Oye · Palmestein · De Parck · Persingen · Plekenpol · Ploen · Pluimenburg · Poederoijen · Poelwijck · Poelwijk · De Pol (Dreumel) · Huis de Poll (Huis te Gietelo) · De Poll (Huissen) · Pollenbering · Pollenstein · Puttenstein · Het Raasink · Ravenhorst · De Rees · Ressen · Reuversweerd · Reygersfoort · Rhijnestein · Huis Rijswijk · Rode Toren · Roode Wald · Rosande · Rosendael · Rossum · Rumpt · Ruurlo · Rijsselt · Schadewijk · Schaffelaar · Scherpenzeel · Schoonbroek · Schoonderbeek · Schoonenburg · Schuilenburg · Schuilkerke · Hof te Seelbeek · Sevenaer I · Sevenaer II · Sinderen (Oude IJsselstreek) · Sinderen (Voorst) · Slangenburg · Sleeburg · Slimsijp · De Snor · Soelen · Spaansweerd · Spaldorp · Spijk · Staverden · Sterkenburg · Swanepol · Tarthorst · Teisterbant (Kerk-Avezaath) · Teisterbant (Kerkdriel) · Ter Dicke · Tolhuis · Tolhuis (Tiel) · Tollenburg · Tongerlo · Toren van Wely · Tuil · Ubbergen · Uilenburg (Ewijk) · Uilenburg (Heteren) · Ulenpas · Ulft · Upladen · Valburg · Valkhofburcht · Valkhofpalts · Vanenburg · Varik · Hof te Varsseveld · 't Velde · Velhorst · Verwolde · Vierakker · De Voorst · Voorstonden · Vorden · Vosbergen · Vredenburg · Vredestein (Driel) · Vredestein (Ravenswaaij) · Vuren · Waardenburg · Waddestein · Wadenoijen · Waede · Wageningen · Walfort · 't Waliën · De Wardt · Watergoor · Watermeerwijk · Wayenstein (Huis te Herwijnen) · Well (Huis van Malsen) · Weijenrade · Westenburg · Westerholt · Weurt · De Wiersse · Wijenburg (Echteld) · De Wildenborch · De Wildt · Wilp · Wilperhorst · Winssen · Wisch · Wychen · Wolfswaard · Woolbeek · Yrst · IJzendoorn · Zeeland · Zilveren Spijker · Zuilichem · Zwaluwenburg · Zwanenburg (Heerde) · Zwanenburg (Megchelen)